# Senoncourt
Senoncourt ist eine französische Gemeinde im Département Haute-Saône in der Region Bourgogne-Franche-Comté.

## Geographie
Senoncourt liegt auf einer Höhe von 235 m über dem Meeresspiegel, acht Kilometer nordnordwestlich von Faverney und etwa 24 Kilometer nordnordwestlich der Stadt Vesoul (Luftlinie). Das Dorf erstreckt sich im nördlichen Teil des Departements, leicht erhöht am westlichen Talrand der Superbe, südlich der Höhen des Grand Bois.
Die Fläche des 11,26 km² großen Gemeindegebiets umfasst einen Abschnitt in der leicht gewellten Landschaft östlich des oberen Saônetals. Von Nordosten nach Südwesten wird das Gebiet von der Alluvialniederung der Superbe durchquert, die für die Entwässerung zur Saône sorgt. Die Talebene liegt durchschnittlich auf 230 m und weist eine Breite von ungefähr einem Kilometer auf. Auf dem Gebiet von Senoncourt nimmt die Superbe von Norden her den Ruisseau du Batiqueux und den Ruisseau des Montots auf.
Flankiert wird die Niederung auf beiden Seiten von Hochflächen, die auf rund 260 m liegen. Im Südosten befindet sich die Höhe von Saint-Remy (bis 300 m), im Westen das Plateau von Senoncourt. Landwirtschaftliche Nutzung herrscht hier vor. Gegen Norden steigt das Plateau allmählich an. Das Gemeindeareal erstreckt sich in das waldreiche Quellgebiet des Ruisseau du Batiqueux in den Höhen des Grand Bois. Mit 335 m wird hier die höchste Erhebung von Senoncourt erreicht. In geologisch-tektonischer Hinsicht besteht das Gelände aus einer Wechsellagerung von sandig-mergeligen und kalkigen Sedimenten, die zur Hauptsache während der Lias (Unterjura) abgelagert wurden. An einigen Orten tritt Muschelkalk aus der Trias zutage.
Nachbargemeinden von Senoncourt sind Polaincourt-et-Clairefontaine im Norden, Saint-Rémy-en-Comté im Osten, Menoux und Amance im Süden sowie Contréglise im Westen.

## Geschichte
Erstmals urkundlich erwähnt wird Senoncourt im Jahr 1150. Im Mittelalter gehörte das Dorf zur Freigrafschaft Burgund und darin zum Gebiet des Bailliage d’Amont. Die lokale Herrschaft brachte das Kloster Clairefontaine im 12. und 13. Jahrhundert an sich. Zusammen mit der Franche-Comté gelangte das Dorf mit dem Frieden von Nimwegen 1678 definitiv an Frankreich. Bis zu seinem Tod unter der Guillotine 1793 war Senoncourt im Besitz des Louis Marie Florent de Lomont d’Haraucourt, duc du Châtelet. Heute ist Senoncourt Mitglied des Gemeindeverbandes Terres de Saône.

## Sehenswürdigkeiten

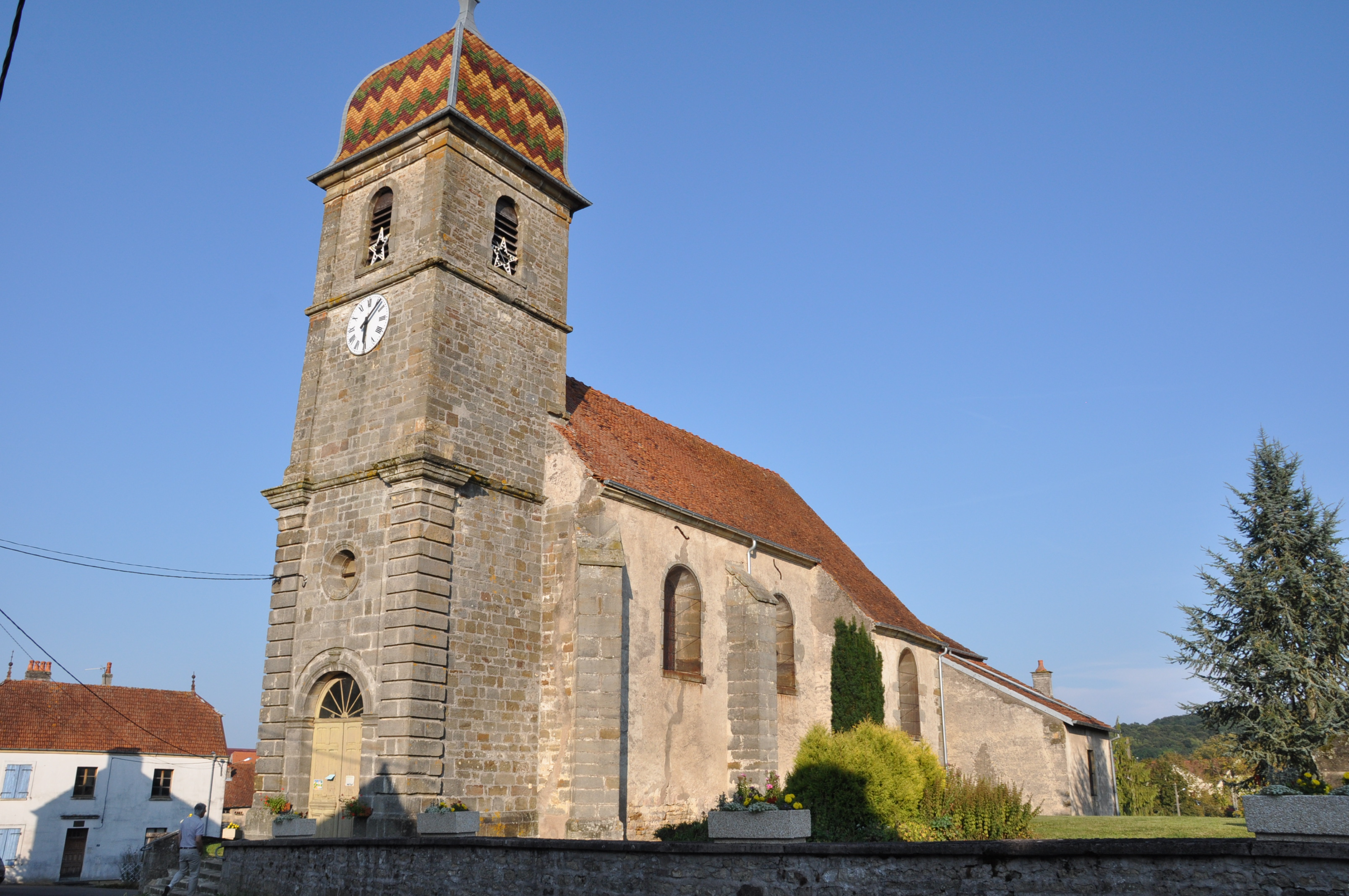
Kirche St. Stephan

Die Kirche St. Stephan (Église Saint-Étienne) von Senoncourt ist als Monument historique eingetragen. Der älteste Teil ist der Chorraum aus dem 13. und 14. Jahrhundert, die Seitenkapelle Notre-Dame-de-Rhé wurde im Flamboyantstil errichtet, während Schiff und Turm im 18. Jahrhundert neu erbaut wurden. Zur wertvollen Ausstattung gehören Fresken aus dem 15. Jahrhundert im Chor, ein Flachrelief (15. Jahrhundert) und eine Pietà (16. Jahrhundert) in der Kapelle sowie verschiedene Grabplatten.
Der alte Ortskern ist geprägt durch verschiedene Häuser (teils mit Türmen) aus dem 16. bis 18. Jahrhundert, die den traditionellen Stil der Haute-Saône zeigen, darunter das Maison de l’Alchimiste.
Sehenswert ist auch das 1887 erbaute und mittlerweile restaurierte Lavoir aus Buntsandstein, das einst als Waschhaus und Viehtränke diente. Sein Dach wird von zahlreichen Säulen getragen.

## Bevölkerung
| Jahr                       | 1962 | 1968 | 1975 | 1982 | 1990 | 1999 | 2006 | 2012 | 2018 |
| Einwohner                  | 245  | 245  | 251  | 256  | 239  | 219  | 213  | 222  | 194  |
| Quellen: Cassini und INSEE |      |      |      |      |      |      |      |      |      |

Mit 185 Einwohnern (Stand 1. Januar 2022) gehört Senoncourt zu den kleinen Gemeinden des Départements Haute-Saône. Nachdem die Einwohnerzahl in der ersten Hälfte des 20. Jahrhunderts deutlich abgenommen hatte (1881 wurden noch 516 Personen gezählt), wurden seit Beginn der 1960er Jahre nur noch geringe Schwankungen verzeichnet.

## Wirtschaft und Infrastruktur
Senoncourt war bis weit ins 20. Jahrhundert hinein ein vorwiegend durch die Landwirtschaft (Ackerbau, Weinbau und Viehzucht) und die Forstwirtschaft geprägtes Dorf. Heute gibt es einige Betriebe des lokalen Kleingewerbes. In den letzten Jahrzehnten hat sich das Dorf zu einer Wohngemeinde gewandelt. Viele Erwerbstätige sind deshalb Wegpendler, die in den größeren Ortschaften der Umgebung ihrer Arbeit nachgehen.
Der Ort liegt abseits der größeren Durchgangsachsen an einer Departementsstraße, die von Faverney nach Vauvillers führt. Weitere Straßenverbindungen bestehen mit Saint-Remy und Contréglise.